# Депортіво Ель Насьйональ
«Ель Насьйона́ль» (ісп. Club Deportivo El Nacional) — еквадорський футбольний клуб з Кіто. Заснований 1 червня 1964 року.

## Досягнення
- Чемпіон Еквадору (13): 1967, 1973, 1976, 1977, 1978, 1982, 1983, 1984, 1986, 1992, 1996, 2005 Clausura, 2006

- Володар Кубка Еквадору (1): 2024